# ゲンナジー・オニシチェンコ

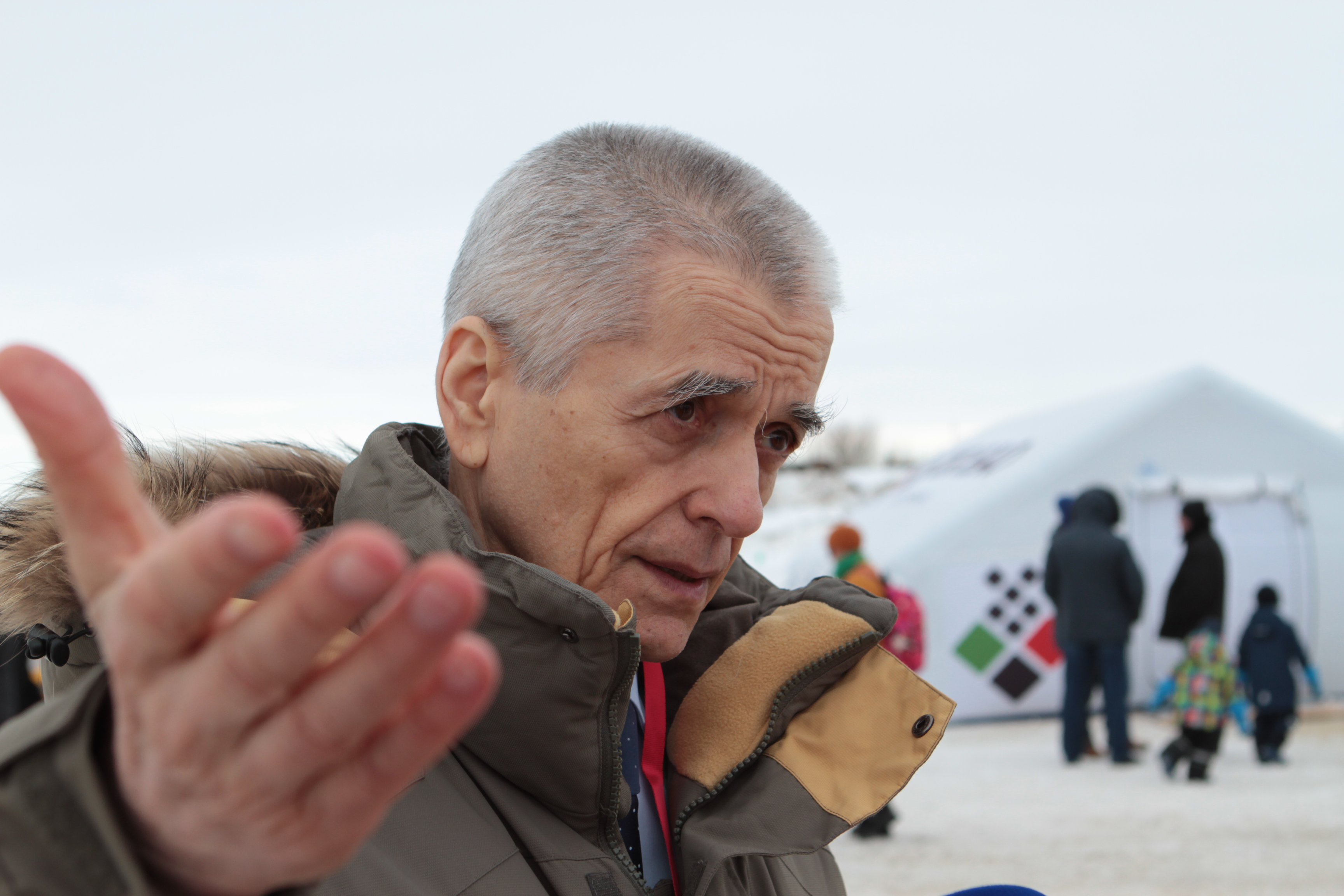
2008年G8サミットにおけるゲンナジー・オニシチェンコ（右）とアレクサンドル・ヤコヴェンコ外務次官（当時）

ゲンナジー・グリゴリエヴィチ・オニシチェンコ（ロシア語:  Геннадий Григорьевич Онищенко、ラテン文字転写の例：Gennadiy Grigoryevich Onishchenko、1950年11月20日 - ）は、ロシアの政治家、官僚。2004年からロシア連邦消費者権利保護・福祉分野監督庁長官。ロシア医学アカデミーおよび同幹部会員大使。全ロシア公共組織「国民健康連盟」幹部会員。医学博士。
2006年のグルジア、モルドバワイン輸入停止では実務者として主要な役割を果たした。
2009年6月24日、南オセチアの名誉市民権を授与された。私生活では夫人との間に二男一女がいる。